# TAI Anka
Die TAI Anka (deutsch Phönix) ist eine Familie von türkischen Militärdrohnen. Sie werden im Auftrag der türkischen Streitkräfte von dem Hersteller Turkish Aerospace Industries (TAI) entwickelt und gebaut. Die Drohnen werden als Plattform für Angriffs- und Aufklärungszwecke von verschiedenen türkischen Kampf- und Sicherheitskräften eingesetzt. Der Hersteller TAI hat 2023 die Stealth Drohne mit Jet-Antrieb Anka 3 vorgestellt.
Das Grundmodell Anka-A ist als Medium Altitude Long Endurance (MALE) Drohne klassifiziert und wurde in den frühen 2000er-Jahren für taktische Aufklärung und Fernerkundung eingesetzt. Die Drohne wurde in den Folgejahren als Plattform für Synthetic Aperture Radar, Satellitennavigation und Präzisions-Angriffswaffen ausgebaut. Die Drohne ist nach der Phoenix-ähnlichen Mythologischen Figur des Zümrüd-ü Anka (Anka kuşu in Türkisch) benannt. 
Die Türkei setzte die TAI-Anka Drohnen vielfach für Angriffe im Syrischen Bürgerkrieg, im Bergkarabach-Krieg und bei ihrem militärischen Engagement in Libyen ein.

## Geschichte
Das türkische Militär ging im Zuge einer Strategie, mehr Unabhängigkeit von Rüstungsimporten zu erreichen, in den 2000er Jahren dazu über, die heimische Rüstungsindustrie zu stärken. Am 24. Dezember 2004 unterzeichneten das türkische Verteidigungsministerium und der türkische Luftfahrtkonzern TAI einen Vertrag zur Entwicklung eines unbemannten Luftfahrzeuges für die türkische Luftwaffe. Der Vertrag hatte ein Volumen von ca. 107 Mio. US$ und beinhaltet Entwicklung, Produktion, Flugerprobung und Auslieferung von drei Prototypen einschließlich der zugehörigen Bodensysteme.
TAI entwickelte daraufhin die Anka-A. Sie hob am 30. Dezember 2010 auf der Sivrihisar Air Base (LTAV) zum Erstflug ab. Die Flugzeit betrug lediglich 14 Minuten. Am 23. November 2011 startete die Anka-A um 09:35 Uhr zu einem sechsstündigen Testflug. Während der Flugerprobung wurden 240 Testpunkte abgehandelt, bevor sie um 15:35 Uhr wieder landete. Während des Fluges stieg sie bis auf eine Höhe von 18.000 ft (5486 m). Der Autopilot des Systems steuerte den Start und die Landung. Im September 2012 stürzte bei einem weiteren Testflug eine Anka-A ab. Der Absturz und Probleme beim Transport von Nutzlasten verzögerten die Auslieferung.
Die neue Generation der Unbemannten Luftfahrzeuge wurde vom Untersekretariat für Verteidigungsindustrie angekündigt, wo die Anka Block B-Drohne die Tests verschiedener Autopilot- und Landemodi beim ersten Flug am 30. Januar 2015 mit automatischem Start und Landung abschloss.
Am 7. November 2019 hat Tusaş bekannt gegeben, dass eine Anka bei einem Testflug 26 Std. und 30 min in der Luft war.
Bei der TAI Anka 3 handelt es sich um ein komplett anderes Nurflügel-Flugzeug mit Jet-Antrieb und vermutlich Stealth-Eigenschaften. Es war im Dezember 2023 erstmals geflogen. Das Flugzeug soll bis zum Loyal Wingman für die TAI Kaan weiter entwickelt werden.

## Konstruktion
Die Anka hat Flügel mit hoher Streckung und ein V-Leitwerk. Wegen der abnehmbaren Flügel und Leitwerke ist das Flugzeug mit einer C-130 luftverlastbar. Die Struktur des Flugzeugs besteht größtenteils aus Faserverbundwerkstoffen. Außerdem hat die Anka ein Einziehfahrwerk und Enteisungseinrichtungen. Angetrieben wird das Flugzeug von einem Turbodieselmotor des Herstellers Thielert mit Druckpropeller.
Das Flugzeug wird über ein redundantes Flight Control System gesteuert. Hierfür ist die Anka mit GPS-Empfänger für die Navigation, INS, Luftdatensensoren und weiteren Sensoren ausgestattet. Kontrollflächen und Aktuatoren sind redundant ausgelegt. Um eine Integration des UAV in den normalen Luftverkehr zu ermöglichen, ist die Anka mit einem Funkgerät zur Kommunikation mit Fluglotsen und anderen Flugzeugen ausgestattet.
Das Flugzeug folgt im Flug einem einprogrammierten Pfad, der jedoch während des Fluges abgeändert werden kann.
Die Nutzlast der Aufklärungsvariante Anka-A umfasst optische und IR-Kameras (Aselsan AselFLIR 300T), Laserentfernungsmesser und Laserzielbeleuchter. Auch die Einrüstung von SAR-Sensoren ist geplant. Für die Übertragung der Nutzlastdaten zur Bodenstation hat die Anka einen Breitbanddatenlink. Die Anka-B ist für eine größere Nutzlast ausgelegt und mit verbesserten Sensoren ausgestattet.

## TIHA
Anka ist die fliegende Komponente des Unmanned Aircraft System (UAS) TIHA. Es umfasst insgesamt:
- 3 Anka-Flugzeuge
- 1 Bodenstation (Ground Control Station, GCS)
- 1 Automatisches Start- und Landesystem (Automatic Take-Off & Landing System, ATOLS)
- 1 Bildauswertungsstation (Transportable Image Exploration Station, TIES)
- 1 mobiles Video-Terminal (Remote Video Terminal, RVT)
- weitere Ausrüstung (Ground Support Equipment, GSE)

## Nutzung
Im Prototypenstadium war von einem Einsatz des Fluggerätes zur Bekämpfung der Kurden in der Grenzregion zum Irak ausgegangen worden.
Die türkischen Streitkräfte nutzen die Drohne bei der Verteidigung der oppositionellen Nationalen Armee Syriens im Kampf um Idlib. Am 25. Februar 2020 stürzte eine der acht Anka-S Drohnen im Wert von 29 Mio. $ in Syrien in der Nähe vom Saraqib ab, während sie die syrischen Streitkräfte ausspähte. Die Syrer nahmen für sich in Anspruch diese abgeschossen zu haben. Beschussspuren waren auf den Bildern und Videos nicht ersichtlich.
Als Ende Februar / Anfang März 2020 türkische Truppen im syrischen Idlib auch verstärkt mit syrischen Regierungstruppen zusammenstießen, wurden die Drohnen ANKA-S und die Bayraktar TB2 in größerer Zahl eingesetzt. Eine Vereinbarung mit Russland, das türkische Flugzeuge über Teilen Syriens nicht zulässt, aber Drohnen erlaubt, beförderte den Einsatz.

## Nutzerstaaten

### Aktuelle Nutzerstaaten
Tunesien
- Tunesische Luftstreitkräfte – Ein Kaufvertrag wurde im März 2020 für 3 Anka-S und 3 Bodenstationen abgeschlossen. Der Auftrag hatte einen Wert von ca. 80 Millionen US-Dollar.[20] Seit 13. November 2021 sind die Drohnen vom Typ Anka-S einsatzbereit.[21]

 Türkei
- Türkische Luftstreitkräfte[22]
- Türkische Marine – Variante Anka-S im Einsatz[23]
- Millî İstihbarat Teşkilâtı (Türkischer Inlandsnachrichtendienst) – Anka-I (ELINT & COMINT Variante)
- Türkische Gendarmerie – 2 Anka-B und 6 Anka-S im Einsatz.[24]

### Zukünftige Nutzerstaaten
Algerien
- Algerisches Heer – Im Februar 2023 hat Algerien 10 Drohnen bestellt.[25]

 Indonesien
- Indonesische Landstreitkräfte – Indonesien hat 12 TAI Anka Drohnen bestellt.[26]

 Kasachstan
- Kasachische Luftstreitkräfte – Kasachstan hat 2022 einen Vertrag über die Lieferung von Drohnen der Serie Anka abgeschlossen.[27]

 Malaysia
- Malaysische Luftstreitkräfte – 3 bestellt[28]

 Tschad
- Landstreitkräfte Tschad (Armée de terre tchadienne)[29]

## Technische Daten (Anka-S)
| Kenngröße             | Daten                                 |
| --------------------- | ------------------------------------- |
| Länge                 | 8,6 m                                 |
| Spannweite            | 17,5 m                                |
| Höhe                  | 3,25 m                                |
| Flügelfläche          | 13,6 m²                               |
| Flügelstreckung       | 22 cm                                 |
| Nutzlast              | 350 kg                                |
| Leermasse             | 1150 kg                               |
| max. Startmasse       | 1700 kg                               |
| Höchstgeschwindigkeit | 117 kn (ca. 220 km/h)                 |
| Reisegeschwindigkeit  | 110 kn (ca. 200 km/h)                 |
| Einsatzradius         | 250 km1)                              |
| Dienstgipfelhöhe      | 30.000 ft (ca. 9.100 m)               |
| max. Flugzeit         | 30 h                                  |
| Triebwerke            | Thielert Centurion 2.0 oder TEI PD170 |

### Avionik
- ASELSAN CATS, SAR/GMTI, ISAR Nutzlast
- INS/GPS System

### Waffensysteme
- Roketsan UMTAS
- Roketsan L-UMTAS
- Roketsan CİRİT
- Roketsan MAM-L

## Vergleichbare Drohnentypen
Die nachfolgenden Luftfahrzeuge sind vergleichbare Drohnen anderer Hersteller:
- Bayraktar Akıncı
- Bayraktar Kızılelma
- IAI Heron
- General Atomics MQ-1
- General Atomics MQ-9